# Јекатерина Лесоваја
Јекатерина Романовна Лесоваја (рус. Екатерина Романовна Лесовая; Краснодар, 1. децембар 2000) руска је певачица. Полуфиналиста ТВ пројекта „Ну-ка все вместе“, члан жирија пројекта. Три пута лауреат Гувернерове награде Краснодарске Покрајине.

## Биографија
Јекатерина Лесоваја је рођена 1. децембра 2000. године у Краснодару.
Године 2003., са 3 године, ушла је у дечију школу Кубанског козачког хора. Године 2006. први пут се појавила на телевизији у емисији„Играй, гармонь любимая!” („Свирај, драга хармоника!”). Са певачицом су радиле наставници музике Татјана Леонидовна Здебскаја и Марина Вадимовна Шарифуллина. Са 17 година Лесоваја се преселила у Москву, где је започела студије на Руској музичкој академији Гњесин на одсеку за соло народно певање.
2017. године учествовала је у телевизијском такмичењу „Минут славних“. Истовремено је почела да снима песме уз помоћ професора Владимира Бурлакова. Године 2019. снимила је песму која је касније постала њена визит карта — „Черноглазая казачка“ („Црноока козакиња“).
Године 2022. постала је полуфиналиста у пројекту „Ну-ка все вместе“ („Хајде, сви заједно“). Године 2023, Јекатерина Лесоваја је позвана да се придружи жирију пројекта.
Три пута лауреат Гувернерове награде Краснодарске Покрајине.

### Лични живот
Ванбрачни муж — Иварс Рутковскис, музичар из Летоније. Деце немати.